# Antonio Salcedo Miliani
Antonio Salcedo Miliani (Parròquia de Jajó, Trujillo, Veneçuela, 1951) és un historiador, crític d'art i professor universitari d'origen veneçolà, resident a Catalunya. Professor jubilat d'Història de l'Art de la Universitat Rovira i Virgili (URV), autor de monografies d'artistes, comissari d'exposicions i articulista. Especialitzat en art modern i contemporani a les comarques de Tarragona i art modern llatinoamericà.

## Biografia
Format a Veneçuela, el 1971 va arribar a Catalunya per estudiar Història de l'Art a la Universitat de Barcelona. Casat amb una catalana, després de viure uns anys a Veneçuela (1976 -1983), van fixar la residència familiar a Barcelona. Professor a la Universitat de Barcelona, la Universitat Rovira i Virgili i, esporàdicament, a centres universitaris de Veneçuela. Doctorat l'any 1987 a la UB. Destaca en l'estudi de l'art modern i contemporani a Tarragona, ha treballat entorn els artistes del territori, col·laborador del Museu d'Art Modern de Tarragona i divulgador de la creació artística local. Des de la seva jubilació, l'any 2017, viu a Fortianell (Alt Empordà).

## Trajectòria docent
Ha estat professor d'història de l'art modern llatinoamericà i espanyol. Va ser professor de l'Instituto Pedagógico Universitario de Caracas (Veneçuela) el 1976 i 1977 i de la Universidad de los Andes (Mérida, Veneçuela) entre 1977 i 1983. Professor d'‹Història de l'art Modern i Contemporani› de la URV de Tarragona de 1984 fins a 2018, coordinador de la Memòria de llicenciatura i de Grau en Història de l'Art, director del Màster en Patrimoni Artístic i Cooperació Cultural i responsable de l'espai expositiu i d'activitats Aula d'Art del Campus Catalunya, on es fa una programació d'art contemporani.

## Trajectòria investigadora i publicacions
Ha publicat llibres i catàlegs sobre els artistes del segle xx a la demarcació, entre els quals destaquen: Josep Ma. Jujol a les comarques de Tarragona, MAMT, Tarragona, 2002 ; Juli Garola Monné. Pintor, Museu de Reus, 2003; Pere Falcó. L'home i l'espai, MAMT, Tarragona, 2004; Jacint Salvador. Un camí vers l'abstracció, Viena Edicions - Diputació deTarragona, Barcelona, 2005; Comella Escultura Natura. Rufino Mesa, MAMT 2008; Calude Collet, MAMT, 2010; Julio Antonio 1889-1919, Viena Edicions i Diputació de Tarragona, Barcelona, 2018.
L'any 2000 va organitzar l'exposició ‹Art del SXX a les comarques de Tarragona› per encàrrec del Museu d'Art Modern de Tarragona (MAMT). Degut al gran nombre d'obres, l'exposició es va fer al Tinglado 2 del Port de Tarragona; un any després es va publicar el llibre associat a l'exposició: " Història de l'Art del S XX a les comarques de Tarragona". Entre l'any 2017 i 2018 va dirigir un projecte de cinc exposicions i sengles catàlegs sota el títol "Plural femení. Dones artistes a les comarques de Tarragona". Agrupades per generacions i tendències, començà amb les artistes nascudes a final del segle xix i continuà amb volums sobre les autores actives a partir de la de postguerra, les generacions de final de segle, les artistes emergents, i les creadores del camp de l'audiovisual.
Ha realitzat projectes de catalogació i arxiu: El 2008 va publicar El fons d'art de la Universitat Rovira i Virgili, amb Marià Casas; el 2012, el catàleg: El fons d'art del Port de Tarragona.
En una segona línia de recerca, s'ha ocupat de l'art llatinoamericà. Destaquen les publicacions: ‹Armando Reverón y su época›, Mérida (Veneçuela), 2000. ‹Aproximación a la arquitectura indiana en Cataluña›,1995. ‹América Latina, arte y territorio›, 2005. ‹El arte en América Latina, su presencia en Europa en tiempos de globalización›, 2010.
Ha publicat articles com a col·labor habitual a: Diari de Tarragona (1987-1989); diari El Punt. Tarragona-Terres de l'Ebre (1999-2007); Artiga, Revista d'Art i Pensament Contemporani (2007-2018), revista de la qual va ser soci fundador i membre del consell de redacció. Des de 2018, col·labora al portal web El Temps de les Arts.

## Premis
Premi Espais a la Crítica d'Art. Girona, 2003. Premi ACCA (Associació Catalana de Crítics d'Art), 2013 Premi GAC (Galeries d'Art de Catalunya), 2014.